# Heliophanus encifer
Heliophanus encifer là một loài nhện trong họ Salticidae.
Loài này thuộc chi Heliophanus. Heliophanus encifer được Eugène Simon miêu tả năm 1871.